# Prosopocera parapropinqua
Prosopocera parapropinqua là một loài bọ cánh cứng trong họ Cerambycidae.